# Hovmantorp
Hovmantorp ist ein Ort (tätort) in der schwedischen Provinz Kronobergs län und der historischen Provinz Småland. Der Ort liegt in der Gemeinde Lessebo und inmitten des sogenannten „Glasreiches“. Hovmantorp ist, nicht zuletzt wegen seiner Nähe und guten Anbindung zur Hauptstadt Kronobergs,  Växjö, der größte Ort der Gemeinde.

## Verkehr
Hovmantorp hat einen Bahnhof an der Strecke Göteborg–Kalmar/Karlskrona.